# صالح القميزي
صالح القميزي، لاعب كرة قدم سعودي يلعب حالياً في نادي أبها.
لعب سابقاً مع الشباب والاتحاد والاتفاق والفيصلي ونادي أبها.

## روابط خارجية
- صالح القميزي على موقع قاعدة بيانات كرة القدم.إي يو (الإنجليزية)
- صالح القميزي على موقع Soccerway.com (الإنجليزية)